# 시머트리 (소설)
《시머트리》(일본어: シンメトリー)는 혼다 테츠야의 소설 작품이다. 히메카와 레이코 시리즈 제3작. 첫 단편집이다.

## 개요
《소설 보석》에 게재된 전 7편의 단편으로 구성되어, 2008년 2월 25일에 코분샤로부터 단행본으로 간행, 2011년에는 문고화되었다. 경부보·히메카와 레이코가 사건의 수사 활동을 실시하는 가운데, 그 진상과 사법의 사이에 존재하는 납득되지 않는 어둠이 그려져 간다.
본작으로부터는 2012년에는 히메카와 레이코 시리즈를 원작으로 한 후지 TV 계열 연속 TV 드라마 《스트로베리 나이트》에서 〈시머트리〉(제1화), 〈오른쪽으로는 때리지 않음〉(제2 ~ 3화), 〈지나친 정의〉(제4 ~ 5화), 〈악한 열매〉(제7 ~ 8화)가, 2013년에는 속편 스페셜 드라마 《스트로베리 나이트 애프터 더 인비저블 레인》에서 〈도쿄〉, 〈왼쪽만 보았을 경우〉가 영상화된다.